# Kalendarium powstania warszawskiego – 6 sierpnia

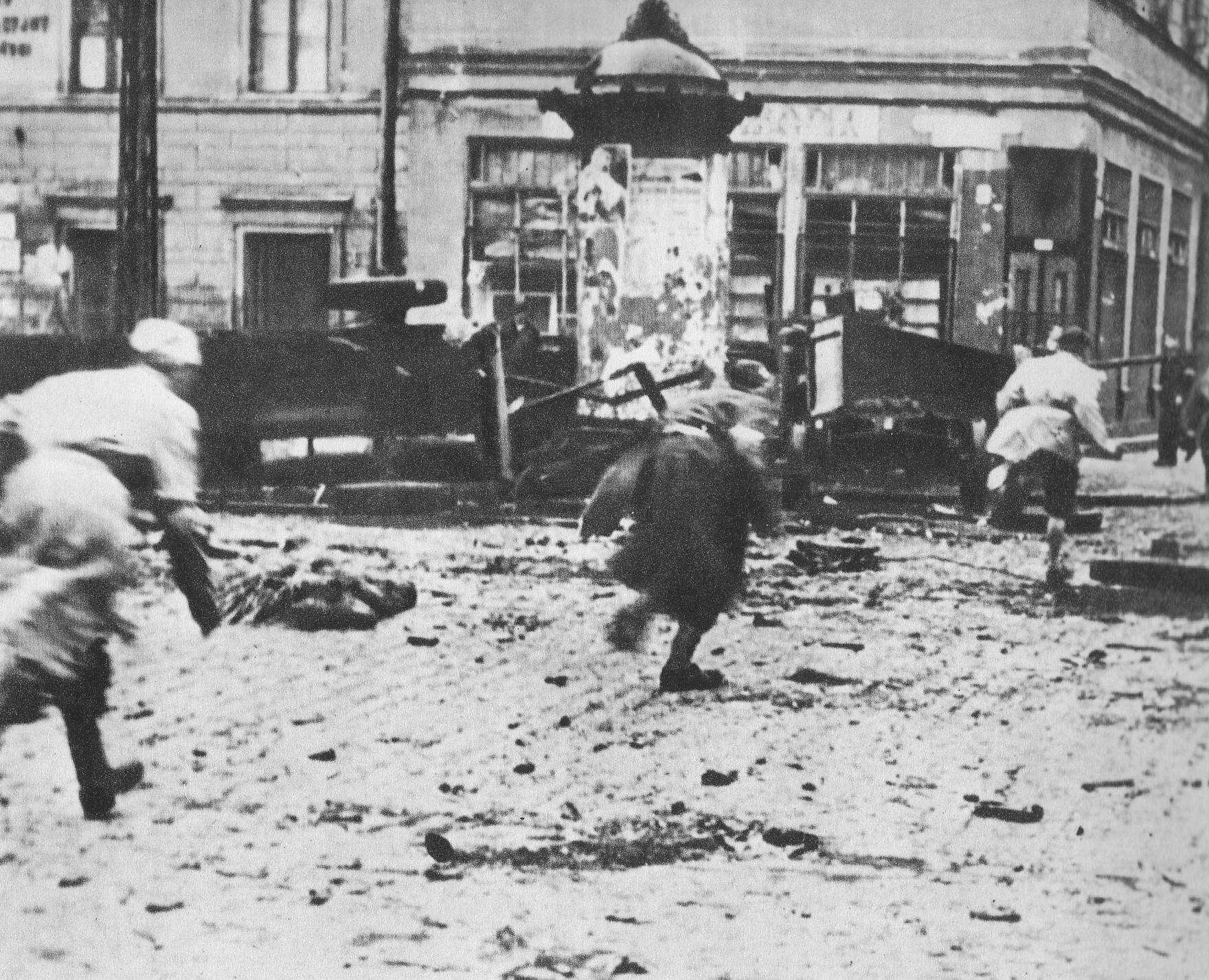
Powstańcy przebiegający ul. Chłodną

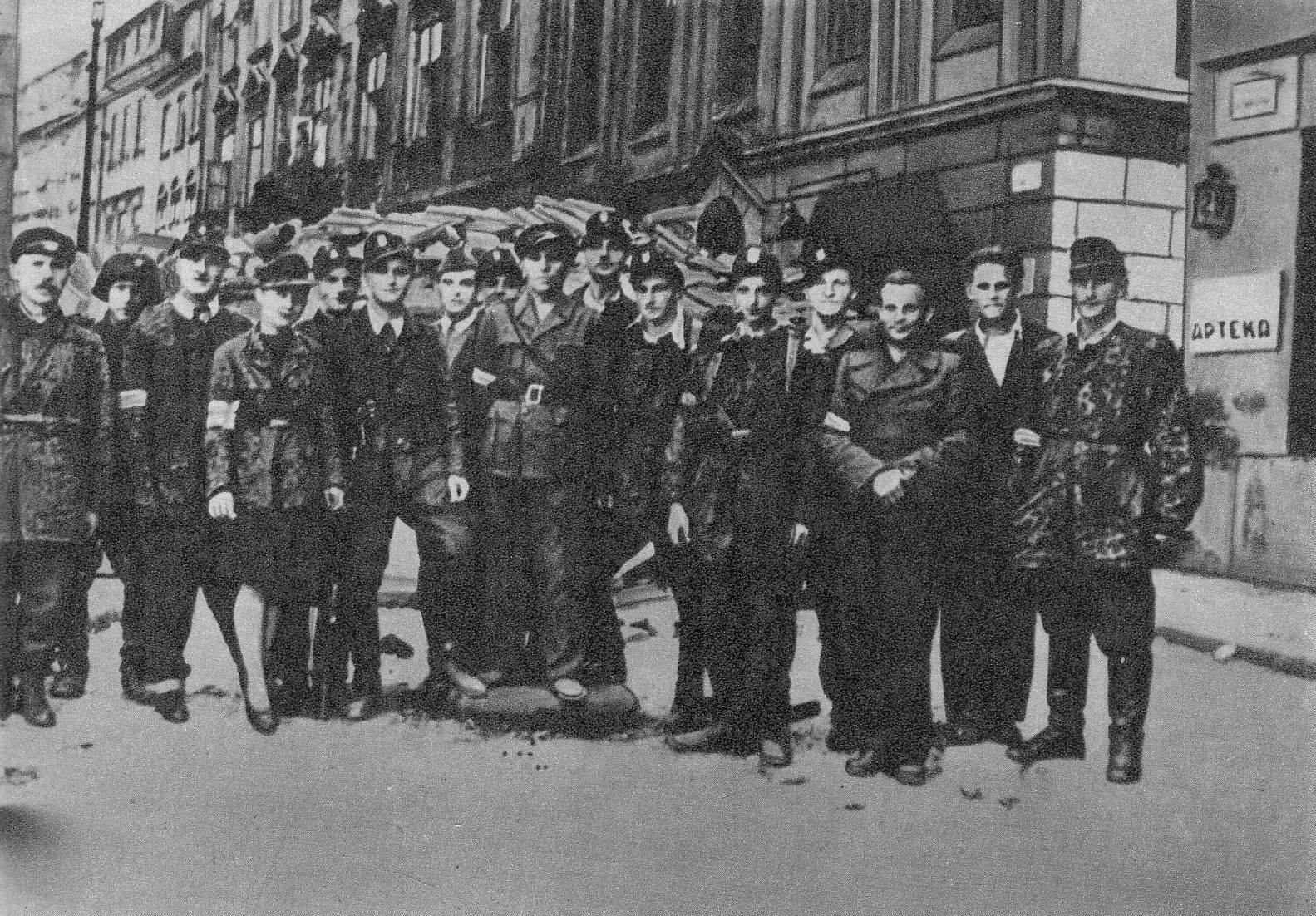
Oddział powstańczy na ul. Freta

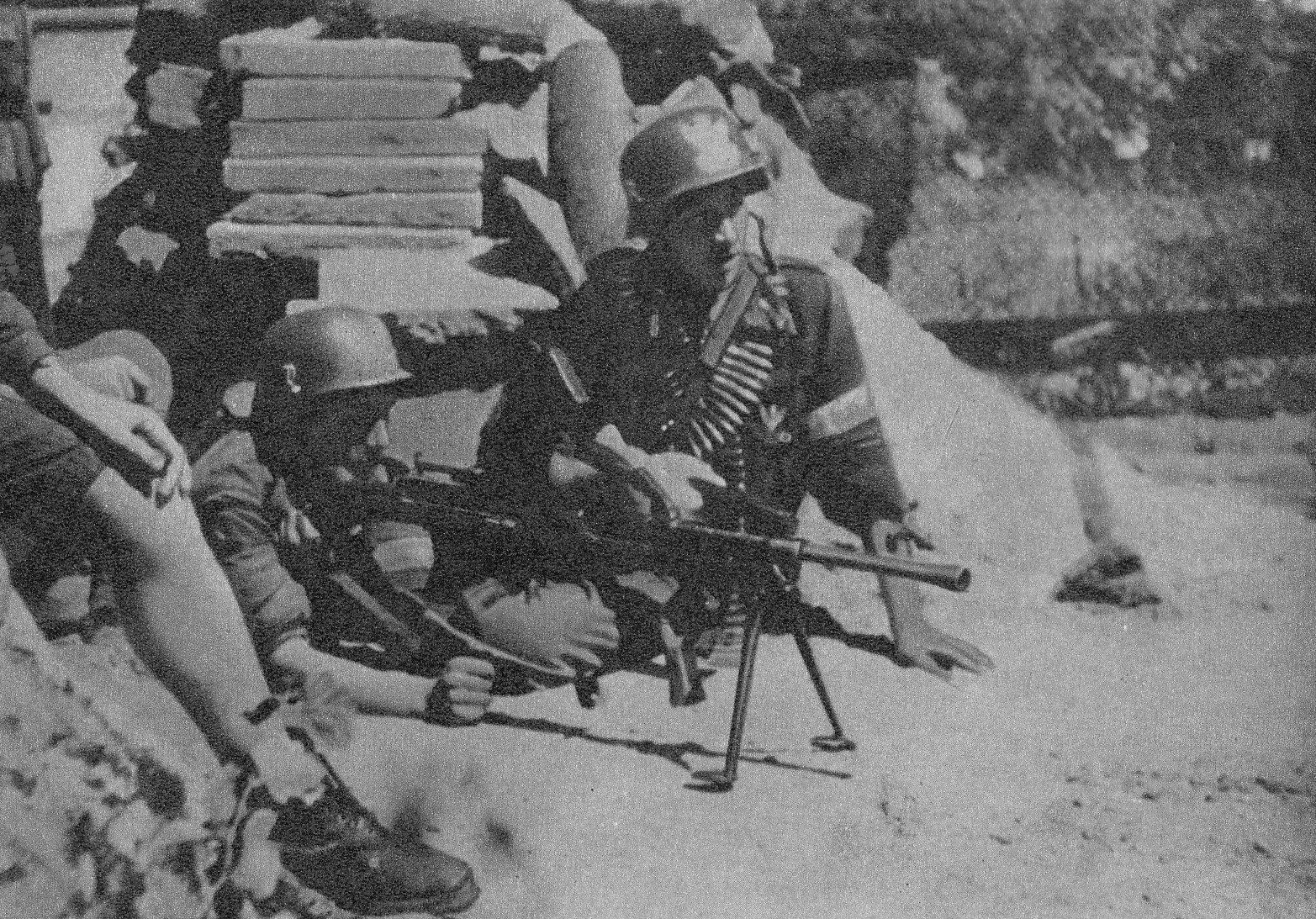
Powstańcy na barykadzie na ulicy Smulikowskiego

## 6 sierpnia, niedziela
O godzinie 6.00 ruszyło natarcie oddziałów gen. Reinefartha na cmentarze. Niemcy wyparli z nich powstańców, ale wkrótce oddziały ze zgrupowania „Radosław” odbiły cmentarze ewangelicki i kalwiński.
Główny kierunek natarcia sił niemieckich przebiegał na ulicami Chłodną i Elektoralną, w kierunku placu Żelaznej Bramy. W godzinach popołudniowych siły niemieckie osiągnęły Ogród Saski i pałac Brühla. Nawiązały kontakt z odciętą od dnia wybuchu powstania dzielnicą rządową i przebywającym w niej gubernatorem Ludwigiem Fischerem. Oddziały III Obwodu AK z Woli zostają rozbite. Część dalej walczyła w powstaniu w rejonie ul. Grzybowskiej, reszta wzięła udział w walkach na Starym Mieście.
Rozpoczęły się kilkudniowe walki o magazyny na Stawkach. W czasie ich trwania budynki przechodziły wielokrotnie z rąk do rąk. Działania te powstrzymują niemieckie natarcie na Stare Miasto i umożliwiają przegrupowanie oddziałów powstańczych wycofanych z Woli.
Gen. Tadeusz Bór-Komorowski podjął decyzję o ewakuacji Komendy Głównej AK i Delegatury z dotychczasowej siedziby w fabryce Kamlera przy ul. Dzielnej 72 na Woli w kierunku Starego Miasta. Nowa kwatera Komendy Głównej mieści się (do 13 sierpnia) w gmachu szkoły powszechnej przy ul. Barokowej. Tego samego dnia zgrupowanie kpt. Gustawa Billewicza wycofało się z rejonu browaru Haberbuscha przy Grzybowskiej do gmachu sądów na Lesznie. Po ciężkich walkach, wycofują się z Woli do Śródmieścia oddziały pod dowództwem kpt. Wacława Stykowskiego.
W Śródmieściu zaczeła działać Harcerska Poczta Polowa. Na terenie warsztatów naprawczych taboru kolejowego w Pruszkowie Niemcy zakładają „Dulag 121” – obóz przejściowy dla ludności cywilnej, ewakuowanej ze stolicy. Przejdzie przezeń ponad pół miliona warszawiaków.
Trwa rzeź Woli. Na ulicy Wolskiej, w ruinach wypalonego budynku, koło Szpitala Zakaźnego św. Stanisława, rozstrzelani zostają mieszkańcy domu przy ul. Elektoralnej 47. Niemcy palą Szpital Karola i Marii przy ul. Leszno, gdzie mordują od 100 do 200 pacjentów oraz kilku członków personelu. Tego dnia zostali również rozstrzelani redemptoryści z klasztoru przy ul. Karolkowej 49.
Tego dnia Józef Stalin wydał rozkaz frontom radzieckim na kierunku warszawskim o przejściu do „aktywnej obrony” co oznaczało zaprzestanie ofensywy na stolicę. Informację tę jako pierwsza podaje w Warszawie gazeta AK „Świt Polski”. W odpowiedzi, w dniu 8 sierpnia Radio Moskwa podejmuje działania dezinformacyjne, wzywając: aby nikt nie wierzył Świtowi, który kłamie mówiąc iż ustały pod Warszawą wszelkie działania Armii Czerwonej.
W dalszej części komunikatu Radio Moskwa rozpowszechnia kolejne nieprawdziwe informacje o rzekomym zaangażowaniu sił Armii Czerwonej w walkach:
Nie wierzcie temu, warszawiacy, nie wierzcie, bohaterowie (...) setki tysięcy żołnierzy sprzymierzonej armii czerwonej, a z nią 120-tysięczna armia gen. Berlinga walczy u wrót Warszawy (...) kwestią dni jest wyzwolenie wasze...
Zginęła Krystyna Wańkowicz – córka pisarza Melchiora Wańkowicza, sanitariuszka w batalionie „Parasol”.
Tego dnia, w rocznicę wymarszu Pierwszej Kompanii Kadrowej, na ulicy Długiej odbyła się jedyna podczas powstania defilada wojsk powstańczych. Żołnierze Batalionu „Gozdawa” przemaszerowali po mszy od kościoła garnizonowego do pałacu Raczyńskich.